# Filmfestival van Cambridge

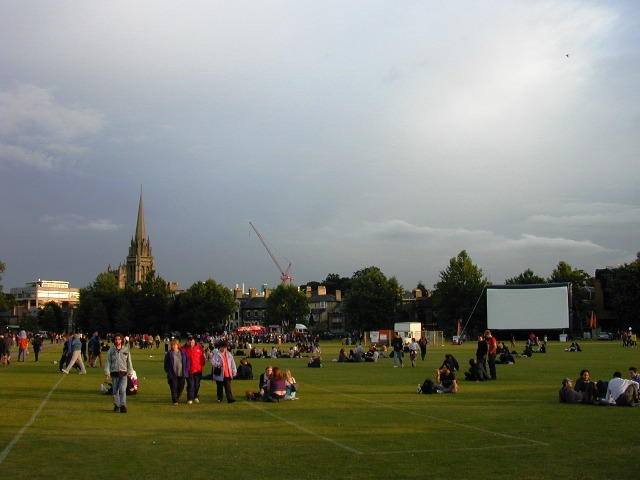
Filmfestival van Cambridge

Het Filmfestival van Cambridge is een van de grootste filmfestivals van het Verenigd Koninkrijk. Het festival vindt doorgaans elk jaar begin juli plaats in Cambridge, maar in 2008 vond het festival plaats in september.
Het festival werd voor het eerst georganiseerd in 1977. Doorgaans worden er internationale films getoond die op andere grote festivals, waaronder het Filmfestival van Cannes en Filmfestival van Berlijn, hun debuut hebben gemaakt. De films worden getoond op een opblaasbaar scherm. Het festival is eenvoudig toegankelijk: alle films zijn te zien voor het publiek.
Het festival wordt gehouden in Cambridge’s Arts Picturehouse, een lokale kunstbioscoop gerund door City Screen. Sinds 2005 wordt ook het nabijgelegen Cambridge Cineworld multiplex gebruikt voor het festival. 